# 潘美辰
潘美辰（1969年6月30日—），台灣創作女歌手，以我想有個家，我曾用心爱着你等曲廣為人知，至2008年為出道滿20年之周年，發行的專輯與所獲獎項無數。才華不僅是創作，還包括樂器演奏和現場表演，除了於台灣，演藝版圖遍及中國大陸、香港、新加坡和馬來西亞等華語地區。

## 生平
潘美辰出生在臺北縣板橋市（今新北市板橋區）。14歲那年，父母到花蓮縣鳳林镇經營大理石生意，一家四口（父親、母親和兄長潘協慶）舉家搬遷至花蓮市。國中畢業後，潘美辰為了回台北念書，在花蓮「中華舞蹈藝術學苑」半工半讀賺取學費。
1985年，潘美辰前往台北縣新店市（今新北市新店區）報讀南強商工影視科音樂組。1987年4月，潘美辰參加「全國青年創作歌謠比賽」，榮獲演唱組第二名、創作組佳作。1988年，潘美辰與方季韋同時加入藍與白唱片公司并開始在樂壇發展，同年出道曲我曾用心爱着你，后被甄妮，梅艳芳等知名歌手翻唱。1993年6月，潘美辰自立樂之殿音樂並加盟金點唱片。1995年9月，潘美辰加盟波麗佳音。

## 作品

### 專輯列表
| 專輯順序 | 專輯名稱                        | 發行日期   | 發行公司             |
| -------- | ------------------------------- | ---------- | -------------------- |
| 1        | 不要走不要走                    | 1988年9月  | 藍與白唱片（台灣）   |
| 2        | 是你                            | 1989年3月  | 藍與白唱片（台灣）   |
| 3        | 拒絕融化的冰                    | 1989年8月  | 藍與白唱片（台灣）   |
| 4        | 你就是我唯一的愛                | 1990年2月  | 藍與白唱片（台灣）   |
| 5        | 你冷不冷                        | 1990年9月  | 藍與白唱片（台灣）   |
| 6        | 不懂愛的人                      | 1991年4月  | 藍與白唱片（台灣）   |
| 7        | 失去了你我什麼都沒有            | 1992年1月  | 藍與白唱片（台灣）   |
| 8        | 用心愛你作品表演輯              | 1992年11月 | 藍與白唱片（台灣）   |
| 9        | 為何愛情讓我痛                  | 1993年8月  | 金點唱片（台灣）     |
| 10       | 誰叫我是真的愛你                | 1994年3月  | 金點唱片（台灣）     |
| 11       | 誰讓我流淚                      | 1994年10月 | 金點唱片（台灣）     |
| 12       | 無路可退                        | 1995年5月  | 金點唱片（台灣）     |
| 13       | 粵語-原諒我改變                 | 1995年9月  | 星光唱片（香港）     |
| 14       | 真實的潘美辰                    | 1995年12月 | 波麗佳音（台灣）     |
| 15       | 當我離開你                      | 1996年8月  | 波麗佳音（台灣）     |
| 16       | 潘美辰的音樂愛情事件            | 1997年12月 | 波麗佳音（台灣）     |
| 17       | 921我想有個家EP                 | 1999年10月 | 統一企業（台灣）     |
| 18       | 我可以為你擋死 新曲+精選        | 2003年3月  | 新力音樂（台灣）     |
| 19       | 「潘美家族」女人要有錢原聲帶    | 2004年6月  | 榮星國際傳播（台灣） |
| 20       | 傻小孩                          | 2004年12月 | 上海旭音（中國）     |
| 21       | 最冷的夏天                      | 2006年9月  | 移動影音             |
| 22       | 全新重聲大碟-出道20年精選紀念版 | 2008年7月  | 倍特音樂             |
| 23       | 鷹與月                          | 2011年7月  | 福茂唱片（台灣）     |
| 24       | 好久都沒有                      | 2017年11月 | 索尼音樂娛樂（台灣） |

## 年譜
1987年
- 4月，獲得台灣青年創作歌謠比賽（第一屆）創作組優勝、演唱組第二名；創作曲“悔”亦成為同公司師姐方季韋進入歌壇代表作。

1988年
- 9月，推出個人首張專輯《不要走不要走》。
- 12月，獲得台灣中時晚報年度新人獎。

1989年
- 6月，獲新馬當地雜誌票選為最受歡迎女歌手。

1990年
- 1月，個人創作曲《我想有個家》獲台灣第一屆金曲獎年度最佳歌曲獎。
- 5月，舉辦新、馬個人演唱會。方季惟擔任嘉賓，並獻唱了梅艷芳的《夕陽之歌》。
- 9月，獲新加坡電台十大龍虎榜。
- 9月，參加廣州亞運前夜演唱會。

1991年
- 2月，獲中國中央電視台「活力28」，最佳歌藝獎第一名。
- 2月，獲得中國中央電視台邀請出席中國中央電視臺春節聯歡晚會， 演出歌曲為《我想有個家》。
- 7月，開始中國大陸個人巡回演唱會。
- 8月，赴印尼舉辦14場小型演唱會。

1992年
- 2月，舉辦「有你有我」全台灣巡迴歌友會。
- 3月，首次擔任唱片製作人，製作《關懷》專輯。
- 6月，應大陸「希望工程義演組織委員會」之邀在西安、武漢、成都、貴陽等地，展開十一場巡迴演唱會。
- 7月，參與亞洲第一首關懷愛滋的歌曲《摘下面具與我共舞》的製作工作並演唱。
- 8月，展開中國巡迴演唱會，包含廣州、成都、青島、濟南、海南等地。
- 11月，發行第八張專輯《用心愛你》表演專輯，首次演唱台語歌曲。
- 12月，獲民生報及PUSH雜誌舉辦，年度十大偶像第五名。
- 自行組成音樂經紀公司《樂之殿》成立。

1993年
- 3月，應邀到昆明為「中國心、兩岸情」演出。
- 4月，擔任鄺美雲《容易受傷的女人》專輯製作人。
- 5月，應「中國文學藝術基金學會」之邀，前往長沙、南京、瀋陽、大連、重慶、南昌等地展開個人巡迴演唱會。
- 5月，同門方季韋、孫耀威、梁朝偉齊加入台灣金點唱片。
- 5月，自由時報舉辦王者至尊93年超級偶像之最，獲偶像票選汽機車廣告第一名。
- 9月，應邀到福建體育場參加中秋聯歡晚會的演出。
- 11月，至香港宣傳國語唱片，被當地媒體封為，台灣女天王。
- 12月，獲民生報及PUSH雜誌舉辦，1993年十大偶像第三名。

1994年
- 4月，在台北太陽城舉辦《真的愛你》首次台灣個人演唱會。
- 6月，參加新加坡參加亞洲「心連心音樂節慈善義演活動」。
- 6月，獲新馬地區，十大高手排行榜第六名。
- 9月，入圍新加坡第2屆《933醉心金曲獎》，最受歡迎女歌手。
- 11月，獲民生報及PUSH雜誌舉辦，1994年十大偶像第五名。

1995年
- 2月，製作香港歌手李克勤《不懂溫柔》專輯。
- 3月，加盟香港星光唱片。
- 4月，與韓國Ocean Project簽約，進軍韓國市場，並與韓星張東健合唱《讓愛靠近》。
- 9月，發行首張個人粵語專輯《原諒我改變》。
- 7月，舉辦新馬30場巡迴歌友會。
- 10月，簽約波麗佳音唱片公司。

1996年
- 1月，於新加坡舉行個人演唱會。
- 3月，樂之殿首次推出《新世紀雙人對唱組合，黃浩倫+辜靖潔》，由潘美辰發掘的新人並參與製作。
- 4月，《真實的潘美辰》專輯入圍台灣金曲獎，最佳演唱專輯獎。
- 6月，入圍新加坡金曲獎，最受歡迎女歌手。
- 9月，擔任伊旬基金會義工。
- 12月，於新加坡舉行4場小型演唱會。

1997年
- 5月，應紐約僑界之邀前往演出。

1998年
- 5月，應新加坡政府之邀，擔任「牛車水蕭毒反犯罪」宣導活動大使。
- 12月，應新加坡華人獅子會之邀，擔任仁濟醫院老人福利宣導活動大使。

1999年
- 10月，製作並發起《921我想有個家EP》賑災義賣活動。

2000年
- 2月，參加中國大陸跨年及春節聯歡晚會演唱「北京電視台全國聯網年度主題曲」
- 4月，參加澳洲獅躍龍騰千禧慈善演唱會。

2002年
- 4月，於台中市創立潘美辰音樂藝術學苑。
- 9月，舉辦第一屆「巨星就是你全國歌唱創作大賽」。

2003年
- 3月，五年後再度發行新專輯，《我可以為你擋死 新曲+精選》
- 7月－8月，舉辦第二屆「巨星就是你全國歌唱創作大賽」。
- 10月，發行歌唱教科書《下一個巨星就是你》

2004年
- 2月，主持大千電台「Super live show」節目。
- 4月，投入演出張作驥導演的華視電視劇《聖稜的星光》，在戲裡是個野生動物專家，到雪霸國家公園追蹤黑熊的活動。
- 6月，電視劇女人要有錢播出，並發行「潘美家族」女人要有錢原聲帶。
- 於大陸地區、新加坡、馬來西亞各地巡迴個唱演出。

2005年
- 1月，在北京參加「中國人愛心大行動文藝晚會」。
- 於歐美華人地區、大陸、新加坡、馬來西亞各地巡迴個唱演出。

2006年
- 3月，於北京保利國家劇院投入音樂劇「北京女孩」演出，出道以來首次以柔情女性姿態及裙裝亮相。
- 廣州體育場萬人演唱會
- 9月，參加北京M-music無線音樂俱樂部開播嘉賓，新專輯《最冷的夏天》於該頻道首唱。
- 9月，參與北京中央人民廣播電台「我要上學去 愛心向前走」慈善公益活動，擔任愛心大使。
- 1-12月，持續於中國巡迴演出，場次為台灣女歌手之最，演出地區遍及鄭州、溫州、杭州、廈門、寧波、瀋陽、哈爾濱、無錫、深圳、長沙、滿州裏、西藏等地區。
- 探訪中國偏遠貧窮育幼院、老人院，提倡各界人士對於弱勢團體的幫助。

2007年
- 4月，擔任湖北衛視「極限高歌，唱響武漢」選秀節目主評委。
- 持續於中國巡迴演出，遍及呼和浩特、烏魯木齊、宜昌、杭州、常州、長白山、南通、昆明、貴陽、合肥、包頭、烏海、重慶等。

2008年
- 1月，展開入行20年亞洲個人大型巡迴演唱會，於中國武漢進行首場演出。
- 5月，出席湖南衛視「汶川賑災-孩子我們愛你」代表台灣藝人獻唱《我想有個家》。
- 6月，受邀擔任台灣電視台知名選秀節目評審。
- 9月，參與「激情九月，唱響寧國，群星薈萃大型演唱會」，同時參加藝人有周杰倫、費翔、蘇芮、陳明真、吳克群、方季惟、黃安等。
- 10月，參與新加坡「天長地久」演唱會，同台演出藝人伍思凱、趙詠華、千百惠、黎沸揮、孟庭葦。並於中國大陸一系列巡迴歌友會演出，有陝西改革開放30周年演唱會、武漢無與倫比歌友會、晉江寶龍酒店歌友會、廣州歌友會等。

2009年
- 1月，因08年10月在新加坡舉辦之演唱會熱烈迴響，再次與趙詠華於新加坡舉辦「PK天長地久之年度精華大戰」演唱會。
- 3月，參與秀域四周年慶典系列巡迴演出。
- 4月，參加《八桂綠城，讓愛永恆》廣西懷舊金曲演唱會。

2010年
- 1月，首度舉辦亞洲第一次，台灣第一場，結合演唱會及歌舞劇形式的舞台盛會。前世情緣 金聲相聚 潘美辰 2010亞洲巡迴歌舞演唱會
- 4月-7月， 在中國舉辦12場巡迴演唱會。 地點包括北京，河南，武漢，重慶，惠州， 深圳， 東莞， 溫州，合肥，泰州，常州和煙台。

2011年
- 7月， 與波蘭籍女歌手Joanna Moon組成團體“鷹與月”（Eagle & Moon）， 并發行首張同名專輯“鷹與月".
- 8月， 參與2011鷹與月Eagle & Moon 網路音樂會

2012年
- 8月， 首次执导微电影《京·爱》。其他演员包括Joanna Moon, 陈以仁和陈子强

2014年
- 5月， 在北京舉辦了潘美辰2014“潘美辰 鹰与月奇幻王国”演唱会
- 8月， 在新加坡聖淘沙名勝世界舉辦了“潘美辰2014世界巡迴演唱会”新加坡站

2015年
- 4月，在網路平台（搜狐、樂視、愛奇藝、酷6,、網易雲）開播《我要唱歌》節目
- 10月， 在新加坡聖淘沙名勝世界舉辦了“潘美辰美夢辰真2015演唱會”

2016年
- 2月， 在馬來西亞與趙傳聯合在雲頂雲星劇場舉辦了“趙傳潘美辰雲頂情人節演唱會”

2017年
- 4月14日，在香港九龍灣展貿中心匯星（Star Hall）舉行了出道以來第一次的香港個人演唱會。

## 戲劇演出
- 1990年，客串演出《把愛找回來》
- 2004年，客串演出《女人要有錢》
- 2005年，客串演出《聖稜的星光》
- 2006年，音樂劇「北京女孩」擔任女主角
- 2012年，微电影《京·爱》担任导演兼演员

## 主持
- 緯來綜合台《我的明星好友》
- 搜狐,樂視,愛奇藝,酷6,網易雲《我要唱歌》

## 外部連結
- 潘美辰新浪博客 （页面存档备份，存于）
- YouTube上的潘美辰 Eagle Pan 官方頻道美夢辰真頻道
- YouTube上的潘美辰 Eagle Pan頻道